# 雄冬山
雄冬山（おふゆやま）は、北海道の石狩市浜益区と増毛郡増毛町の2市町にまたがる標高1,197.7mの山である。山頂には三等三角点「雄冬岳」が設置されている。

## 概要
増毛山地の北部にある暑寒別山地の山で、暑寒別岳から群別岳を経て北西に伸びる支稜線から浜益岳・浜益御殿へと連なり、天狗岳・千代志岳へと続く。山頂東側は増毛山道として浜益と増毛を結ぶ重要な交易路としての役割を果たし、一度は廃れたものの「増毛山道の会」によって復活している。
かつてはアイヌ語で「ウフイ・ヌプリ（燃えている・山）」と呼ばれ、それを漢字表記にしたものが「雄冬」であるとされるが、何が「燃えている」かについては不明である。

## 登山
増毛山道の再整備に伴い、雄冬山への登山道も整備されたため季節を問わず登頂することができる。増毛山道の途中に分岐があり、そこから400m程登れば山頂に至る。なお増毛山道は自然・歴史的価値の保護から一般の解放はされていないため無断での入山は自己責任である。